# Dypsis onilahensis
Espèce
Synonymes
- Chrysalidocarpus brevinodis H. Perrier[2]
- Chrysalidocarpus brevinodis H.Perrier[1]
- Chrysalidocarpus midongensis Jum.[1] [2]
- Chrysalidocarpus onilahensis Jum. & H. Perrier[2]
- Chrysalidocarpus onilahensis Jum. & H.Perrier[1]

Statut de conservation UICN

 VU D1 : Vulnérable
Dypsis onilahensis est une espèce de plantes de la famille des Arecaceae.

## Publication originale
- Palms of Madagascar 207. 1995.